# Norberto Ávila
Norberto Gregório Ávila (Angra do Heroísmo, 9 de setembro de 1936 — Lisboa, 11 de maio de 2022) foi um dramaturgo, romancista, contista e poeta português. Também se dedicou à tradução e adptação de peças teatrais para representação em teatros portugueses.

## Biografia
De 1963 a 1965 frequentou, em Paris, a Universidade do Teatro das Nações (Université du Théâtre des Nations / Institut International du Théâtre).
Criou e dirigiu a revista Teatro em Movimento (Lisboa, 1973-1975), que, entre variada colaboração, publicou textos dramáticos integrais de Jacques Audiberti, Henry de Montherlant, Pirandello, Miguel Barbosa, Tankred Dorst e Strindberg.
Chefiou, durante quatro anos, a Divisão de Teatro da Secretaria de Estado da Cultura. Abandonou o cargo em 1978, a fim de dedicar-se mais intensamente ao seu trabalho de escritor, de que resultou a escrita de três dezenas de peças teatrais, três romances (dois deles ainda inéditos) e um livro de poemas.
Traduziu obras de Jan Kott, William Shakespeare, Tennessee Williams, Arthur Miller, Jacques Audiberti, Friedrich Schiller, Junji Kinoshita, Ramón María del Valle-Inclán, Rainer Werner Fassbinder, Eduardo Blanco Amor, José Zorrilla e Liliane Wouters. Adaptou à cena o romance O Bobo, de Alexandre Herculano, e, para marionetas, a obra D. Quixote e Sancho Pança, de António José da Silva.
Dirigiu para a RTP, a partir de novembro de 1981, uma série de programas quinzenais dedicados à atividade teatral portuguesa, com o título de Fila 1.
As suas obras dramáticas, em grande maioria publicadas, têm sido representadas em teatros profissionais portugueses como o Teatro Monumental e Teatro da Trindade (Lisboa), Marionetas de Lisboa, Teatro Experimental de Cascais, Teatro Animação de Setúbal, Teatro Experimental do Porto, Teatro de Portalegre, Teatro A Oficina (Guimarães) e Centro Dramático de Évora, por exemplo, além de muitos grupos de teatro amador. As suas obras foram ainda encenadas em teatros da Alemanha, Áustria, Bélgica, Coreia do Sul, Croácia, Eslovénia, Espanha, França, Holanda, Itália, República Checa, Roménia, Sérvia e Suíça.
Em 2009, a Imprensa Nacional-Casa da Moeda publicou a coletânea Algum Teatro (20 peças de Norberto Ávila, em 4 volumes), cuja ordenação cronológica permite avaliar facilmente a evolução temática e estética do autor, umas vezes interessado em ficções dramáticas de fundo histórico, outras, na recriação dos grandes mitos (sejam eles da Grécia clássica ou da literatura ibérica), na elaboração de um teatro de inspiração popular ou de crítica social ou empenhamento político, ou mesmo de incitamento à evasão e à fantasia.
No dizer de Luiz Francisco Rebello (sem dúvida o mais autorizado especialista do teatro português[carece de fontes?]): "Pela diversidade e riqueza dos temas dramatizados, pela variedade e adequação dos modelos estruturantes, pelo saber oficinal, pela capacidade inventiva do jogo cénico, pela sábia dosagem do real e do fantástico, do humor e da emoção, do erudito e do popular, e pela articulação perfeita de tudo isto, a obra de Norberto Ávila, já internacionalmente consagrada, ocupa um lugar ímpar no quadro da dramaturgia portuguesa contemporânea."
Embora outras peças suas (como A Ilha do Rei Sono e O Marido Ausente) tenham tido oportunidade cénica em vários países, é incontestável que As Histórias de Hakim, cujo número de encenações rondará a centena, continua a ocupar um lugar de privilégio na audiência nacional e internacional.[carece de fontes?] Já em agosto de 1978, sendo promissora a carreira de As Histórias de Hakim, a prestigiada revista mensal Theater Heute (de Hanôver) dedicava-lhe, e ao seu autor, grande parte de um dos seus números: reedição integral do texto dramático, complementada com artigos sobre encenações da obra em países de língua alemã, entrevista com o escritor, com dados bibliográficos e imagens de montagens em diversos teatros.
Em  2008, a Sociedade Portuguesa de Autores prestou-lhe homenagem com a sua Medalha de Honra. Em 2010, ano em que se completaram os 50 anos da sua estreia como dramaturgo representado, a Assembleia Legislativa dos Açores decidiu atribuir-lhe, nas celebrações do Dia dos Açores, a Insígnia Autonómica de Reconhecimento. A 10 de junho de 2011, foi agraciado com o grau de Comendador da Ordem do Mérito.

## Obras editadas
Entre outras, é autor das seguintes obras:
Teatro
- A descida aos infernos (1959). Peça estreada pela RTP, em 1966;
- O homem que caminhava sobre as ondas (1959). Peça de estreia absoluta do dramaturgo levada à cena na Sociedade Dramática Eborense, Évora, 1960;[13]
- O servidor a Humanidade (1962). Prémio Manuscritos de Teatro, 1962. Estreia do autor por uma companhia profissional no Teatro Popular de Lisboa (Estufa Fria), 1962;
- O labirinto (1962);
- A pulga (1965);
- A ilha do Rei Sono (1965).[14]
- Magnífico (I) (1965);
- As histórias de Hakim (1966);[15]
- A Paixão segundo João Mateus (1972 e 1978). 2.º prémio dos 30 Anos do Teatro Experimental do Porto;[16]
- As cadeiras celestes (1975). 1.º prémio dos "50 Anos da Sociedade Portuguesa de Autores", (1975);[17][18]
- O rosto levantado (1977 e 1978);[19]
- O pavilhão dos sonhos (1979);
- Viagem a Damasco (1980);[20]
- Do desencanto à revolta (1982)[21]
- Os deserdados da Pátria (1988);[22]
- Florânia ou Perfeita Felicidade (1983).[23]
- D. João no Jardim das Delícias (1985). Ed. Rolim, Lisboa, 1987. Peça estreada pelo Teatro Experimental de Cascais, 1988.[24]
- Magalona, a Princesa de Nápoles (1986). Ed. SREC, Angra do Heroísmo, 1990;
- O marido ausente (1988);[25]
- As viagens de Henrique Lusitano (1989);[26]
- A Donzela das Cinzas (1990);[27]
- Uma nuvem sobre a cama (1990)[28][29][30]
- Arlequim nas ruínas de Lisboa (1992). Comédia escrita a convite do Inatel. Estreada no Teatro da Trindade, Lisboa, 1992. Ed. Escola Superior de Teatro e Cinema, Lisboa, 1992;
- Os Doze Mandamentos (1993). Comédia escrita a convite do Teatro de Portalegre, que a estreou em 1994. Ed. SREC, Angra do Heroísmo, 1994;
- Fortunato e TV Glória (1995). Comédia estreada pelo Teatro Animação de Setúbal, 1998;
- O Café Centauro (1996). Tríptico provinciano: Cavalheiro de Nobres Sentimentos  –  As Invenções do Demónio  –  As Suaves Luvas de Londres. Ed. Novo Imbondeiro, Lisboa, 2002;
- Salomé ou A cabeça do profeta (2000). Comédia escrita a convite do Teatro de Portalegre, que no mesmo ano a estreou;
- Para além do Caso Maddie (2007);[31]
- Memórias de Petrónio Malabar (2008).[32]

Romance
- No mais profundo das águas (1993 e 1994).[33]
- Frente à cortina dos enganos. Letras Lavadas, 2022.[34]
- A Paixão segundo João Mateus. Instituto Açoriano de Cultura, 2011.[35]

Poesia
- Percursos de poeta.[36]

Fotografia e texto
- As fajãs de São Jorge (álbum).[37]